# یاکوب موریتس بلومبرگ
یاکوب موریتس بلومبرگ (آلمانی: Jacob Moritz Blumberg؛ ‏ ۱ ژانویهٔ ۱۸۷۳ – ۱ ژانویهٔ ۱۹۵۵) پزشک زنان و جراح یهودی‌تبار اهل آلمان بود. نشانه بلومبرگ به نام او نام‌گذاری شده است. 
بلومبرگ دانش‌آموختهٔ دانشگاه برسلاو بود و پی‌اچ‌دی خود را در سال ۱۸۹۶ دریافت کرد. وی مدتی از شاگردان آلبرت لودویگ زیگسمونت نایسر (کاشف نایسریا گونوره‌آ) و یان میکولیچ رادتسکی جراح معروف لهستانی بود. او همچنین مدنی در یک کلینیک بیماری‌های زنان، شاگرد و دستیار پائول تسوایفل بود و در همان‌جا بود که نشانه بلومبرگ را تشریح کرد؛ نشانه‌ای که احتمال وجود التهاب صفاق را مطرح می‌کند. با بررسی روش‌های ضدعفونی کردن دست برای جراحی، وی موفق به اختراع نوعی دستکش لاستیکی شد که به‌طور گسترده توسط همکاران پزشکی وی مورد استفاده قرار گرفت. جنگ جهانی اول او را واداشت تا برای نبرد با دشمن، به ارتش آلمان بپیوندد و در همان هنگام موفق شد با شپش‌زدایی ۱۰۰۰۰ اسیر روسی در چند روز، اپیدمی تیفوس را در اردوگاه اسیران جنگی تحت کنترل درآورد. وی پس از جنگ نشان صلیب آهنین گرفت و از چندین کشور دیگر نشان لیاقت و افتخار دریافت کرد. با قدرت گرفتن حزب ناسیونال سوسیالیست کارگران آلمان او مجبور به ترک آلمان شد و به لندن رفت و با موفقیت حرفه‌اش را پی گرفت. در آنجا بود که در سال ۱۹۵۰ مقاله‌ای به نام «سلامت از طریق درمان با پرتو رادیوم‌» نگاشت.